# گلبهار
گلبهار مرکز شهرستان گلبهار، یکی از شهرهای برنامه‌ریزی شده ایران و استان خراسان رضوی است که در فاصله ۳۵ کیلومتری شمال غربی کلانشهر مشهد قرار دارد. نوین شهر گلبهار برای اسکان سرریز جمعیت مشهد ساخته شد. این شهر از جنوب به کوه‌های بینالود و از شمال به رشته‌کوه‌های هزار مسجد و رودخانه کشف‌رود به پایان رسیده است. پیرامون رودخانه کشف رود، یکی از مناطق کهن تمدنی ایران و خراسان، به ویژه شهر باستانی و تاریخی توس بوده است. مطالعات و طراحی شهر جدید گلبهار در سال ۱۳۶۶ آغاز گردید. این مطالعات بر پایه موقعیت مکانی کلانشهر مشهد و شهرهای اقماری آن و همچنین دورنمای توسعه این مناطق استوار گردید. با توجه به هویت پیش‌بینی شده برای شهر جدید گلبهار با عملکردی فرهنگی– علمی و تحقیقاتی، طراحی نواحی گوناگون آن بر این پایه استوار گردیده است. بزرگ‌ترین دانشگاه آزاد شرق کشور در گلبهار ساخته شده است. دانشگاه‌های علم و صنعت و سناباد نیز از دیگر دانشگاه‌های گلبهار است؛ افزون‌بر مؤسسه آموزش عالی دولتی مهارت افزایی و اشتغال پذیری به‌عنوان اولین دانشگاه اشتغال محور دولتی و از مؤسسات اقماری دانشگاه فردوسی مشهد نیز با ماموریت‌های نوین اعم از افزایش سطح مهارت و اشتغال پذیری دانش آموختگان منطقه ۹ آموزش عالی در این شهر واقع شده است. از این رو گلبهار شهری دانشگاهی تعریف می‌شود. همچنین این شهر دارای چندین نشریه فعال می باشد که از جمله آن ها می توان به نشریه گلبهار نگین خراسان و نشریه کلام تازه اشاره نمود. برای اتصال این شهر به مشهد توسط قطار برقی، اقداماتی صورت گرفته و در حال انجام می‌باشد. در جلسهٔ روز ۱۱ آبان سال ۱۳۹۹ هیئت دولت، موضوع شهرستان شدن گلبهار به تصویب رسید. شهرستان گلبهار دارای دو بخش مرکزی و گلمکان است.

## جمعیت
بر پایه سرشماری عمومی نفوس و مسکن در سال ۱۳۹۵ جمعیت این شهر ۳۶٬۸۷۷ نفر (در ۱۰٬۸۵۴ خانوار) بوده است.

## مسیرهای ارتباطی
این شهر در محور شمال به کلانشهر مشهد قرار دارد و از جاده ۲۲ می‌توان به شهر گلبهار دسترسی داشت. آزادراه جدیدی از میدان نمایشگاه مشهد به گلبهار و چناران در حال ساخت است. متروی مشهد گلبهار چناران نیز در حال ساخت است.

## موقعیت گلبهار
نوین شهر گلبهار در کیلومتر ۳۵ جاده کلانشهر مشهد به قوچان و ۱۰ کیلومتری چناران واقع شده است. شهری جدید که در نزدیکی شهر باستانی توس بنیانگذاری شده و در حال رشد است. گلبهار دومین شهر از نوین شهرهای ایران پس از نوین شهر پردیس استان تهران است که تبدیل به مرکز شهرستان می‌شود.

## آب و هوا
آب و هوا در گلبهار عموماً سرد و معتدل است، میانگین دما ۱۱٫۷ درجه سانتی گراد است. میانگین بارش (سالیانه) در گلبهار به ۲۵۷ میلی‌متر می‌رسد. کمترین میزان بارش در تیر ماه (ژوئیه) به میزان ۱ میلی‌متر است و بیشترین میزان بارش در اسفند ماه (مارس) با میانگین ۵۱ میلی‌متر می‌رسد.
دما در تیر ماه (ژوئیه) به ۲۳٫۴+ درجه سانتی گراد می‌رسد که در بالاترین میزان خود قرار دارد. دی ماه (ژانویه) کمترین میانگین دمای خود را دارد که دما به ۱٫۲- درجه سانتی گراد می‌رسد. تغییر در میزان بارش بین خشک‌ترین و مرطوبترین ماه سال ۵۰ میلی‌متر است. در طول سال دماهای میانگین به میزان ۲۴٫۶ درجه سانتی گراد تغییر می‌کند.
| آب و هوای گلبهار   | آب و هوای گلبهار | آب و هوای گلبهار | آب و هوای گلبهار | آب و هوای گلبهار | آب و هوای گلبهار | آب و هوای گلبهار | آب و هوای گلبهار | آب و هوای گلبهار | آب و هوای گلبهار | آب و هوای گلبهار | آب و هوای گلبهار | آب و هوای گلبهار | آب و هوای گلبهار |
|                    | ژانویه           | فوریه            | مارس             | آوریل            | مـــــه          | ژوئـن            | ژوئیـه           | اوت              | سپتامبر          | اکتبـر           | نوامبر           | دسامبر           | سـال             |
| ------------------ | ---------------- | ---------------- | ---------------- | ---------------- | ---------------- | ---------------- | ---------------- | ---------------- | ---------------- | ---------------- | ---------------- | ---------------- | ---------------- |
| بارش mm            | ۲۶               | ۳۱               | ۵۱               | ۵۱               | ۳۴               | ۸                | ۱                | ۱                | ۲                | ۱۶               | ۱۷               | ۱۹               | ۲۵۷              |
| منبع: {{{source}}} |                  |                  |                  |                  |                  |                  |                  |                  |                  |                  |                  |                  |                  |

## محلات
براساس طرح جامع در سال ۱۳۷۲ شهر گلبهار داری ۴ فاز با سطح محدوده ۴۰۰۰ هکتار مصوب گردیده بود. فاز ۱ و ۲ شهر جدید با مساحت حدود ۲۷۰۰ هکتار دارای طرح تفصیلی مشخص است. در سال ۱۳۸۶ پس از طرح مسکن مهر فازهایی دیگر به شهر گلبهار افزوده شد. بخشی از نهضت ملی مسکن در فاز سه گلبهار در حال ساخت است. گلبهار دارای چهار باغشهر است که در آن خانه‌های ویلایی بزرگ و زیبایی ساخته شده است. به جز باغشهرها، برخی محلات دیگر شهر مانند محله‌های ۷ و ۸ و ۱۲نیز ویلایی است. ضابطه ساخت قطعات ویلایی این به صورت دوبلکس می‌باشد اما بیشتر از ۹۵درصد قطعات به صورت همکف ساخته شده‌اند.
گلبهار دارای ۳۵ محله است.

### محله‌های قدیمی
اندیشه، بهارستان، خاوران، فرهنگ، پردیس، پرند، گلشن

### محله‌های جدید
مهر، فروردین، فردوس، جنت، بهشت، گلمکان، گلشهر، گلگشت، شهاب، رنگین کمان، خورشید، آفتاب، هلال، کوکب، مهتاب، زهره، ستاره، سروستان، گلستان، کیهان، آسمان، باران، بوستان، منطقه ویژه، اشتغال و سنجاقک

### مسکن مهر
مسکن مهر در ۳۰ محله شهر گلبهار ساخته شده است. در مجموع ۳۹٫۸۳۶ واحد مسکن مهر در گلبهار ساخته شده است.

## شهرداری
شهرداری گلبهار در سال ۱۳۹۳ شروع به کار کرد و از اسفند ماه ۱۴۰۲، با انتخاب اعضای شورای اسلامی شهر گلبهار، علیرضا عصمت پرست شهردار می‌باشد. با حکم وزیر کشور شهرداری گلبهار در بهمن ۱۴۰۱ به درجه ۸ ارتقاء یافت

### شورای شهر
شورای اسلامی شهر گلبهار ۵ عضو دارد. ریاست این شورا علی اکبر رستگار، نایب رئیس شورا ناصر جعفرزاده (رئیس کمیسیون فرهنگی شورای اسلامی شهر گلبهار)، و اعضای دیگر ماریا فرشچی (رئیس کمیسیون توسعه و سرمایه‌گذاری و رئیس کارگروه بانوان شورای اسلامی شهر گلبهار) و سیدمحمد سیدعبدالهی، مهدی جان علیزاده قزوینی (رئیس کارگروه حمل و نقل شورای اسلامی شهر گلبهار) به عنوان منشی و خزانه دار است.

## مراکز آموزشی

### دانشگاه‌ها
- دانشگاه آزاد اسلامی واحد گلبهار[۱۰]
- مؤسسه آموزش عالی سناباد گلبهار[۱۱]
- مؤسسه آموزش عالی مهارت افزایی و اشتغال پذیری گلبهار[۱۲]

## اماکن ورزشی
- سالن ورزشی ارمغان
- سالن ورزشی برادران خادم
- سالن ورزشی بعثت
- مجتمع ورزشی پهلوان وفادار

## اماکن تاریخی، آثار باستانی و جهانگردی

### مراکز تفریحی
- دریاچه مصنوعی شهر گلبهار
- پارک بزرگ شهر

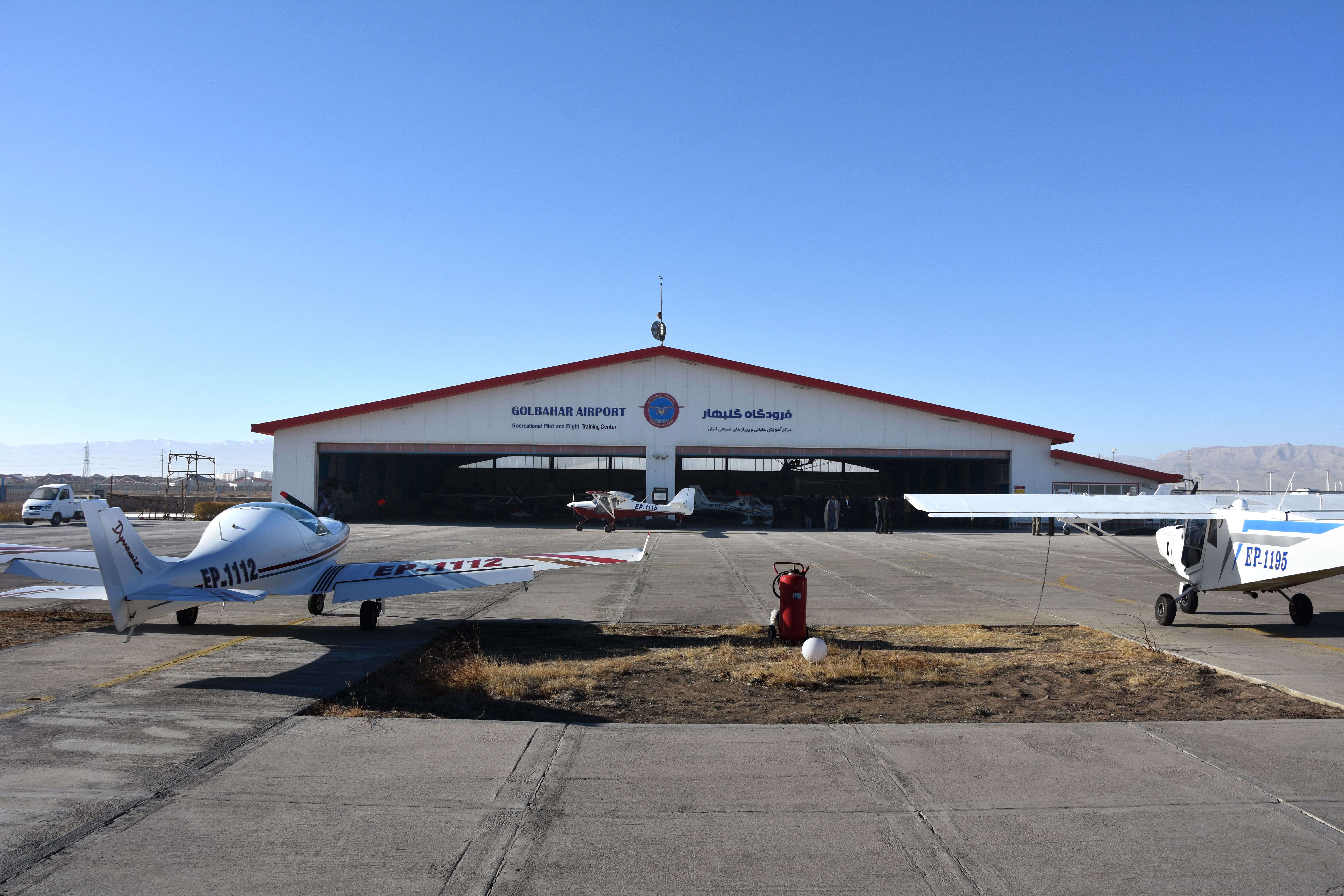
فرودگاه گلبهار

- فرودگاه و مرکز آموزش خلبانی هواپیماهای فوق سبک
- پارک متحرک[۱۳]

## حمل و نقل
- این شهر علاوه بر دارا بودن حمل و نقل داخلی دارای خطوط اتوبوسرانی از پایانه استقلال مشهد می‌باشد.
- خط مترو گلبهار با پیشرفت ۳۳ درصدی در آینده نزدیک قابل استفاده است.[۱۴]

### قطار شهری
قطار شهری این شهر از سال ۱۳۹۱ آغاز شده که از ایستگاه کوهسنگی واقع در مشهد شروع شده و به موازات جادهٔ مشهد-چناران به طول حدود ۴۶ کیلومتر به گلبهار منتهی خواهد شد. پیش‌بینی می‌شود این قطار شهری در سال ۱۴۰۴ به بهره‌برداری برسد. این خط قطار شهری سریع‌السیر می‌تواند نخستین قطعه از راه‌آهن مشهد-بجنورد-گرگان باشد.